# 绵毛早熟禾
绵毛早熟禾（学名：Poa lanata），为禾本科早熟禾属下的一个植物种。